# Meliboeus graminis
Meliboeus graminis es una especie de escarabajo del género Meliboeus, familia Buprestidae. Fue descrita científicamente por Panzer en 1789.